# Arrancy
Arrancy település Franciaországban, Aisne megyében. Lakosainak száma 45 fő (2022. január 1.). Arrancy Aubigny-en-Laonnois, Bouconville-Vauclair, Courtrizy-et-Fussigny, Festieux, Montchâlons, Ployart-et-Vaurseine és Sainte-Croix községekkel határos.

## Népesség
A település népességének változása:
| Lakosok száma | 66   | 53   | 42   | 48   | 54   | 53   | 53   | 51   | 49   | 45   |
|               | 1968 | 1982 | 1990 | 2006 | 2013 | 2015 | 2017 | 2019 | 2020 | 2022 |